# Tony Maiello
Tony Maiello (ur. 15 marca 1989 roku w Castellammare di Stabia) – włoski piosenkarz i autor piosenek, uczestnik pierwszej włoskiej edycji programu X Factor (2008).

## Dyskografia

### Albumy studyjne
- Il linguaggio della resa (2010)

### Minialbumy (EP)
- Ama calma (2009)